# Helechal (Barranquitas)
Helechal es un barrio ubicado en el municipio de Barranquitas en el estado libre asociado de Puerto Rico. En el Censo de 2010 tenía una población de 4073 habitantes y una densidad poblacional de 322,58 personas por km².

## Geografía
Helechal se encuentra ubicado en las coordenadas 18°10′12″N 66°19′18″O / 18.17000, -66.32167. Según la Oficina del Censo de los Estados Unidos, Helechal tiene una superficie total de 12.63 km², de la cual 12.62 km² corresponden a tierra firme y (0.04%) 0.01 km² es agua.

## Demografía
Según el censo de 2010, había 4073 personas residiendo en Helechal. La densidad de población era de 322,58 hab./km². De los 4073 habitantes, Helechal estaba compuesto por el 85.47% blancos, el 6.53% eran afroamericanos, el 0.37% eran amerindios, el 5.97% eran de otras razas y el 1.67% pertenecían a dos o más razas. Del total de la población el 98.87% eran hispanos o latinos de cualquier raza.